# Blueman
Blueman — комп'ютерна програма для створення з'єднань з різними Bluetooth-приладами.

## Функції
- Створення мережевих з'єднань :
  - Персональна мережа (PAN), у тому числі спільно з програмою NetworkManager. Надається базовий DHCP-клієнт для PAN.
  - Підключення до інтернету через мобільні пристрої з використанням DUN-профілю. Мобільні мережі що підтримуються: GPRS, EDGE, 3G.
- Спільна робота з програмами NetworkManager і ModemManager за допомогою додаткових модулів(плагінів) Blueman.
- Обмін файлами між комп'ютером і Bluetooth-пристроєм по протоколу OBEX.
- Підключення:
  - Пристрої введення.
  - Аудіо-пристрої (наприклад — навушники). Підтримка роботи із звуковим сервером PulseAudio.

## Використовувані програмні компоненти
- BlueZ
- OBEX